# Oren Schrijver
Oren Schrijver (Den Haag, 13 juli 1978) is een Nederlands acteur, presentator en zanger en oprichter en eigenaar van het management Performer Agency.

## Levensloop
Schrijver maakte op 12-jarige leeftijd zijn debuut. Bij het Nationale Toneel in Den Haag speelde hij de rol van Eumulus in Alkestis, de jonge Alex in Kleine Zielen en een van de verschijningen in Macbeth. Nadat hij de jeugdtheaterschool Rabarber en zijn VWO had afgerond, reisde hij naar New York, waar hij een theateropleiding volgde aan de The American Academy of Dramatic Arts waar hij in 2000 van afstudeerde.
Nadat hij was teruggekeerd in Nederland, was Schrijver te zien in diverse toneelstukken en musicals, zoals Les Misérables, Saturday Night Fever, Hair en de Joop van den Ende-musical Mamma Mia! (waarin hij de rol van Sky speelde). Voor zijn rol in Home werd hij in 2003 genomineerd voor de John Kraaijkamp Musical Award voor aanstormend talent.
Op televisie was Schrijver te zien in diverse series, waaronder Lotte, Russen, Hartslag, Spangen, Het Glazen Huis en de jongerenserie AlexFM. In 2006 presenteerde Schrijver het kookprogramma Patat, Pom of Pasta? en naast Evert Santegoeds het programma Entertainment Live, terwijl hij daarnaast ook deel uitmaakte van de zanggroep All-Music. In 2009 speelde hij een van de hoofdrollen (Mosje) in de muzikale VARA-comedy Gebak van Krul, samen met onder anderen Henk Poort en Céline Purcell. Hij kent Purcell al vanaf het moment dat ze samen in Mamma Mia! speelden. 
Als radiopresentator was Schrijver in 2011 en 2012 elke vrijdag te horen bij BNR Nieuwsradio, waarbij hij gasten uit de amusementswereld uitnodigde. 
Hij is de stem voor veel uiteenlopende commerciële merken waaronder InShared waar hij vanaf de eerste dag de vaste stem voor is. Maar ook merken als FD, BNR, Videoland en Holland Casino. 
In 2013 en 2014 was hij een van de vaste vervangers van Albert Verlinde bij RTL Boulevard.
Naast het runnen van zijn management is Oren consultant binnen teams en bedrijven. Zijn speelveld ligt tussen creatief denken, heldere communicatie en de vertaling naar concrete stappen.

## Privé
Schrijver is getrouwd met actrice Céline Purcell. Het koppel kreeg in 2014 hun eerste kind, een dochter, en in 2018 een zoon.

## Filmografie

### Film
- Bella Donna's (2017) - Krav Maga leraar

### Televisie
Vaste rollen
- Het Glazen Huis (2004-2005) – Cas de Ridder
- AlexFM (2005-2006) – Sunny
- Lotte (2007) – Rolph Ypema
- Gebak van Krul (2009) – Mosje
- Dokter Tinus (2012) – onbekend
- Caps Club (2013) – Tygo
- Dokter Deen (sinds 2013) – Freek

Gastrollen
- Costa! (2002) – Juan – Zon, Zee, Seks en een koelcel
- Hartslag (2002) – Tim Bult
- Russen (2003) – Sander van Oosten – Executie
- Idem (2004) – Sander van Oosten – De zevende getuige
- Kinderen geen bezwaar (2007) – Wesley – Foute vriend
- Sinterklaasjournaal (2008) – Groentenman
- Het Klokhuis (2009) – Roderik – Het Klokhuis Kantoor 34
- Kinderen geen bezwaar (2010) – Zichzelf – We leven in de televisie
- Gooische Frieten (2010) – Klant – Pan Pizza
- Flikken Maastricht (2012) – Amerikaans geheim agent – Patsy
- Rechercheur Ria (2014) – Sjors Steenhouwer – Seizoen 1, aflevering 6
- Alicia weet wat te doen! (2016) – Talgut (stem)
- Flikken Maastricht (2018) – Amerikaans geheim agent – Patsy

Presentatie
- Entertainment Live (2006)
- Patat, pom of pasta? (2007)
- Kanaal 12 (2010)
- RTL Boulevard (sinds 2013)
- De Social Club (sinds 2014)

Voice-over
- De deurwaarders
- Deurwaarders UK
- Horrorhuurders & huisjesmelkers
- Horrorburen
- Border patrol NZ
- Border patrol UK
- FD
- De douane in actie

## Theater
- Les Misérables (1991-1992) - Gavroche
- Saturday Night Fever (2001-2002) - Jay Langhart/Becker
- Home (2002-2003) - Lucky (nominatie John Kraaijkamp Musical Award 2003, categorie "Aanstormend Talent")
- Mamma Mia! (2003-2004) - Sky
- Hair (2007-2008) - Berger
- Supermodel de musical (2008) - Ralph
- Joseph and the Amazing Technicolor Dreamcoat (2009) - Ruben en understudy Farao
- Soldaat van Oranje (2010-2013) - Anton
- Idem (2012-2013) - alternate Anton
- The Normal Heart (2013) - Craig Donner, Hiram Keebler, Grady
- Op bezoek bij meneer Green (2015-2016) - Ross Gardiner

## Film
- Stille Nacht (2004) - René
- Het echte leven (2008) - Fjodor
- Gangsterboys (2010)
- Frozen (2013) - Hans - Stem